# Ostrava Open 1998
L'Ostrava Open 1998 è stato un torneo di tennis giocato sul sintetico indoor. È stata la 5ª edizione dell'Ostrava Open, che fa parte della categoria International Series nell'ambito dell'ATP Tour 1998. Si è giocato a Ostrava in Repubblica Ceca, dal 19 al 25 ottobre 1998.

## Campioni

### Singolare
Andre Agassi ha battuto in finale  Ján Krošlák con il punteggio di 6–2, 3–6, 6–3

### Doppio
Nicolas Kiefer /  David Prinosil hanno battuto in finale  David Adams /  Pavel Vízner con il punteggio di 6–4, 6–3